# Harmen van Bol’es
Harmen van Bol’es (russisch Харман ван Болос; * 1689 in Amsterdam; † 1764 in St. Petersburg) war ein holländisch-russischer Baumeister des Barock.

## Leben
Harmen van Bol’es’ Vater Cornelis van Boles (1658–1735) war Windmühlenbauer in Wijdewormer und ab 1690 Stadtzimmerer in Schiedam. Großvater Harmen war Zimmerer in Boles, Provinz Südholland.
Harmen van Bol’es unterzeichnete am 26. April 1713 in Den Haag einen Vertrag, mit dem er in den Dienst Peters I. trat. In St. Petersburg hatte van Bol’es schnell Erfolg dank der Förderung Domenico Trezzinis. Er stellte Möbel für die kaiserlichen Paläste her und baute Kuppeln, Türme, Zugbrücken, Schleusen, Windmühlen und Kanäle. 1721 baute er die Anitschkow-Brücke um. Er gehörte zu den Assistenten Nicolaus Friedrich Härbels. Im Sommergarten erstellte van Bol’es ein System von Fontänen mit unterirdischen Wasserspeichern. Dazu baute er 1725–1726 zur Wasserversorgung einen Aquädukt über die Fontanka, der später durch die Panteleimon-Brücke ersetzt wurde.
Sehr bekannt wurde van Bol’es durch seine Turmspitzen, insbesondere die der Peter-und-Paul-Festung mit der Peter-und-Paul-Kathedrale (1713–1733) und die der ersten Isaakskathedrale aus Stein von Georg Johann Mattarnovi und Nicolaus Friedrich Härbel. Seine Wetterfahne (mit dem Schattenriss der Orjol) auf der Spitze der Admiralität (1719) wurde ein Symbol St. Petersburgs. In Michail Grigorjewitsch Semzows Projekt des Baus der Simeon-und-Anna-Kirche errichtete van Bol’es die Turmspitze (1731–1734). 1737 baute er die Blaue und die Rote Brücke über die Moika. 1753 baute er die Große Pferdestallbrücke über die Moika am Pferdestall-Hof, für den er bereits die Turmspitze errichtet hatte.
Van Bol’es war in St. Petersburg zweimal verheiratet und hatte mindestens 12 Kinder. Sein ältester Sohn Cornelis aus der ersten Ehe mit Elisabeth Geldorp kehrte nach Schiedam zurück. Der zweite Sohn Anthonij wurde Baumeister am Moskauer Hof. Der älteste Sohn Cornelis der Jüngere aus der zweiten Ehe mit Catharina Potter folgte seinem Vater nach.

## Werke

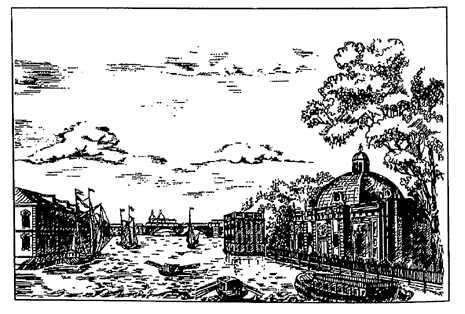
Fontanka-Aquädukt, St. Petersburg
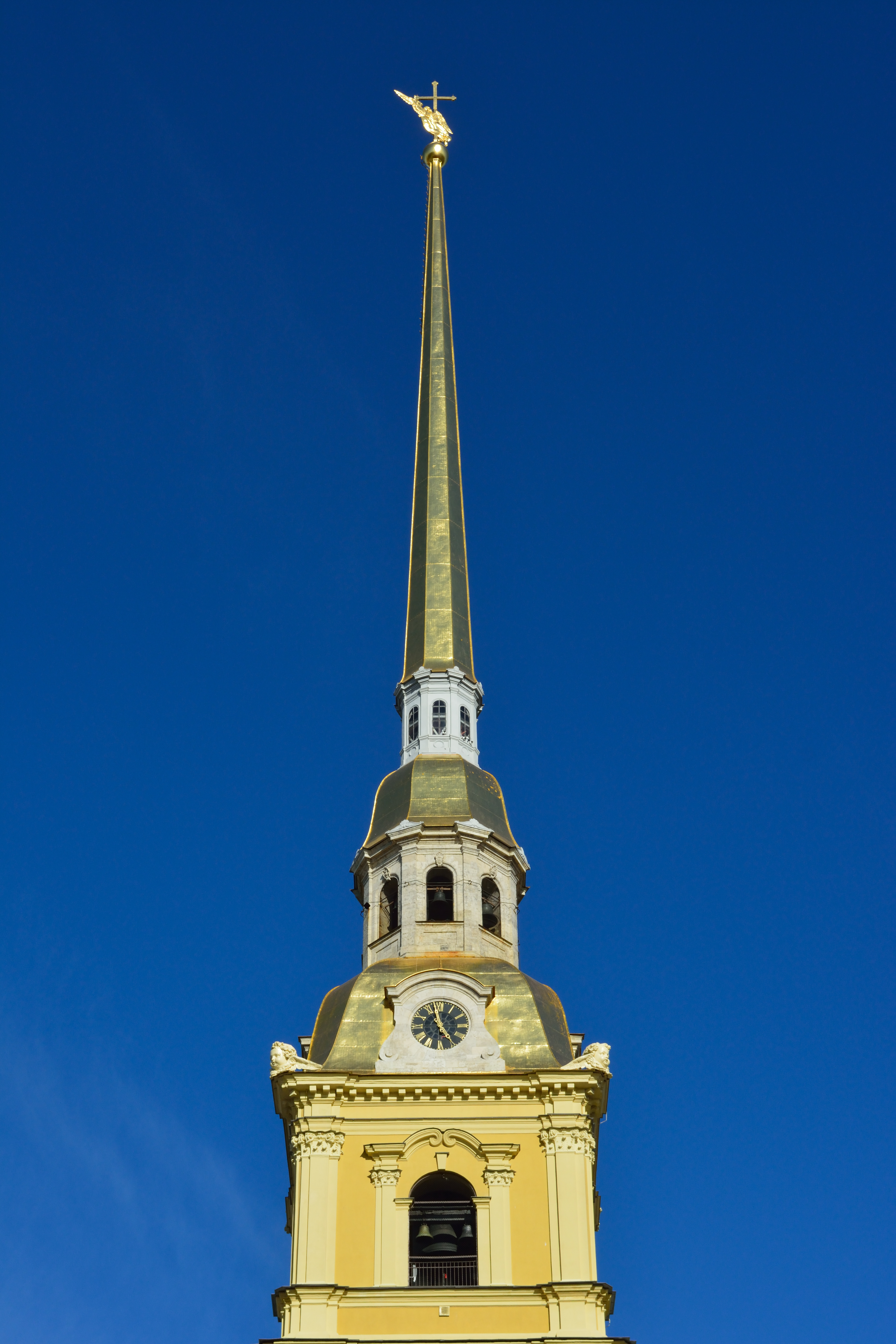
Peter-und-Paul-Kathedrale, St. Petersburg
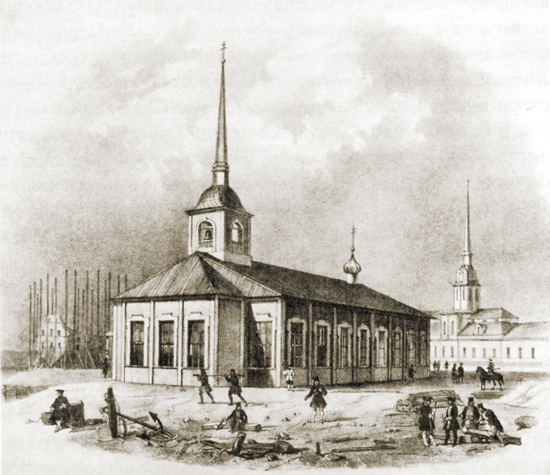
Erste Isaakskathedrale, St. Petersburg
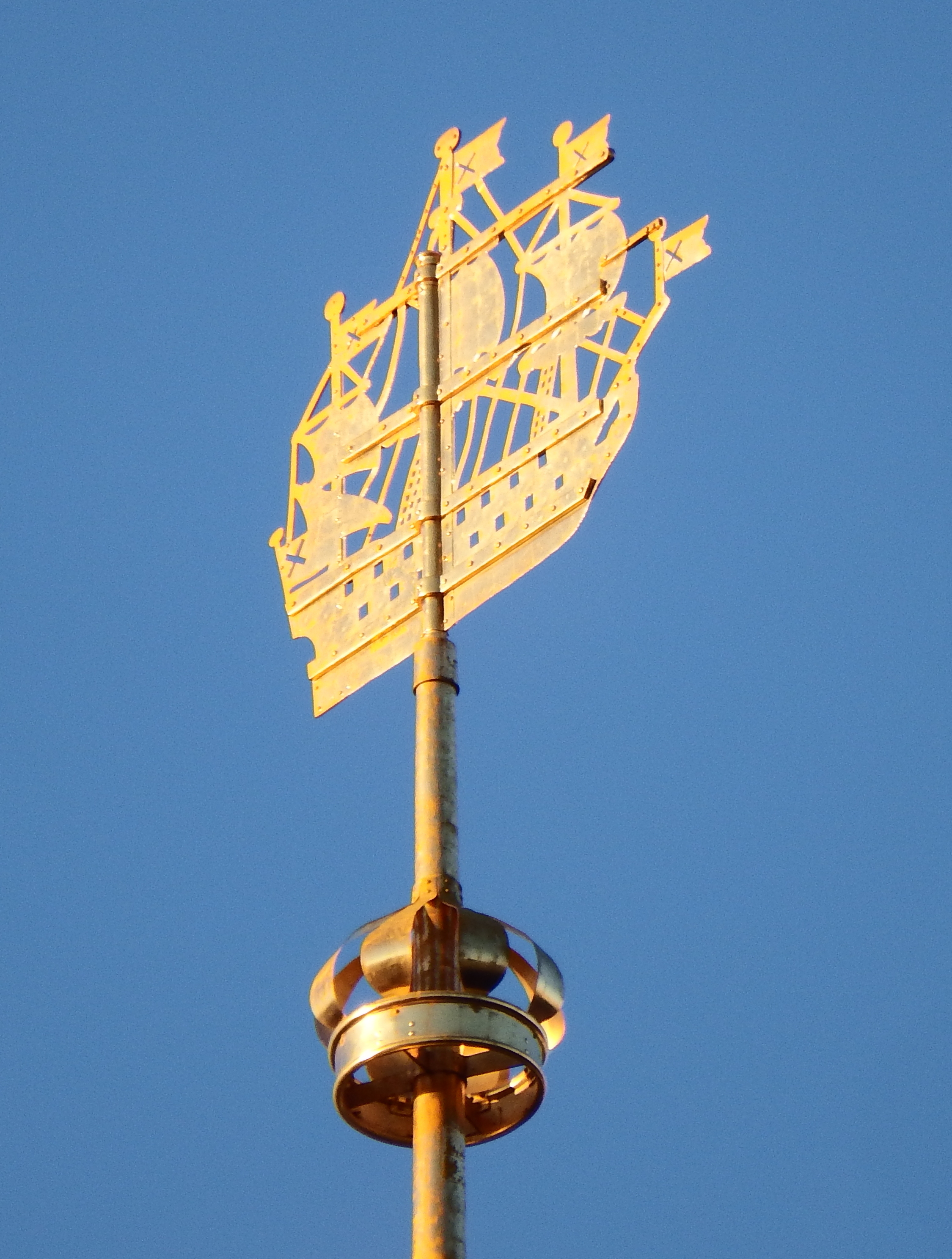
Wetterfahne der Admiralität, St. Petersburg
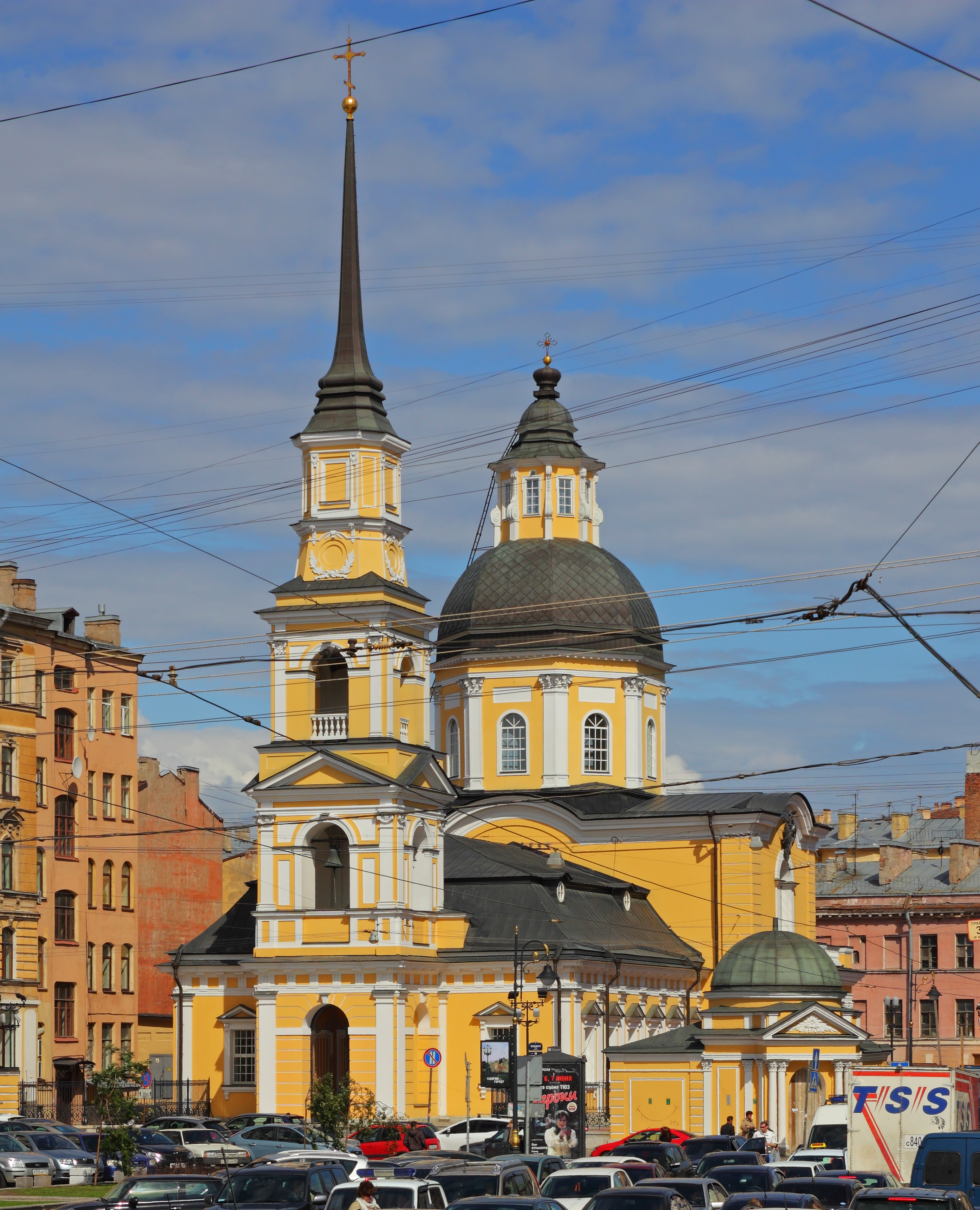
Simeon-und-Anna-Kirche, St. Petersburg